# Robert W. Straub
Robert William Straub, född 6 maj 1920 i San Francisco, Kalifornien, död 27 november 2002 i Springfield, Oregon, var en amerikansk demokratisk politiker. Han var Oregons guvernör 1975–1979.
Straub studerade vid Dartmouth College och satt i Oregons senat 1959–1963. Mellan 1965 och 1973 tjänstgjorde han som Oregons finansminister (Oregon state treasurer).
Straub efterträdde 1975 Tom McCall som guvernör och efterträddes 1979 av Victor Atiyeh. Arbetslösheten sjönk under Straubs tid som guvernör och delstatens satsningar i kollektivtrafik möjliggjorde snabbspårvägen i Portland. Straub insjuknade i Alzheimers sjukdom och avled år 2002.